# Ivo Cruz
Manuel Ivo Cruz (født 19. maj 1901 i Corumba Brasilien – død 8. september 1985 i Lissabon Portugal) var en portugisisk komponist og dirigent.
Cruz studerede komposition og direktion i Lissabon og München.
Han har skrevet 2 symfonier, 2 klaverkoncerter, orkesterværker, ballet, sange etc.
Han skrev i en national impressionistisk stil.
Cruz var leder af Lissabon Musikkonservatorium (1938-1971), og dirigent og stifter af Lissabon Philharmoniske Orkester 1937.

## Udvalgte værker
- Symfoni nr. 1 "Amadis" (1952) - for orkester
- Symfoni nr. 2 "af Queluz" (1964) - for orkester
- "Lusitanske motiver" (1928) - for orkester
- "Miraflores Idyll" (1952) - for orkester
- Portugisisk koncert (1945) - for klaver og orkester
- "Portugisisk koncert" (1946) - for klaver og orkester
- "Pastorale" (1942) - ballet
- "Mistede sange" (1923) - for sang og klaver